# فيزيغراد
فيزيغراد هي بلدة وبلدية تقع في جمهورية صرب البوسنة في البوسنة والهرسك.